# Victor Ndip
Victor Ndip Akem est un footballeur camerounais, né le 20 août 1967 à Yaoundé.
Ce défenseur était international camerounais (86 sélections) et a participé à la Coupe du monde 1990 ainsi qu'à la Coupe du monde 1994. Il a effectué l'essentiel de sa carrière au Cameroun.
Le 12 décembre 2009, il fête son jubilé à Kumba.